# Lluna fosca
El terme lluna fosca descriu l’última mitja lluna visible d’una Lluna minvant. La durada d’una lluna fosca varia entre 1,5 i 3,5 dies, segons la seva latitud eclíptica. En l'ús astronòmic actual, la lluna nova es produeix a la meitat d'aquest període fosc, quan la Lluna i el Sol estan en conjunció. Aquesta definició ha entrat en un ús popular, de manera que els calendaris normalment indicaran la data de la "lluna nova" en lloc de la "lluna fosca".
Una segona definició diu que el terme descriu la Lluna durant el període en què no reflecteix la llum solar directa cap a la Terra. El període en què la Lluna cap a la Terra no reflecteix la llum solar directa dura de 21 a 26 hores. El terme lluna nova es referia originalment a la fase de mitja lluna la primera nit que és visible, un o dos dies després de la conjunció. Els registres marítims del segle XIX distingeixen la lluna fosca (el moment en què només la llum de la terra il·lumina el costat proper de la Lluna) de la lluna nova i de la lluna minvant.

## Lluna fosca com a 30adivisió
El Oxford English Dictionary defineix la lluna nova com "la primera mitja lluna visible de la Lluna, després de la conjunció amb el Sol". Lluna fosca és un terme que s'utilitza per a una mitja lluna minvant. Quan l'òrbita de la Lluna es divideix en 30 segments, com feien els antics grecs en temps d’Homer, ho feien els babilonis i els indis encara avui (anomenant-los tithi), l’última fase s'anomena "lluna fosca". En grec, se l’anomenava “lluna vella” i s'associava a Hècate. A l’Índia s'anomena Amavasya i s'associa amb Kali. Ambdues deesses tenen una connotació fosca, d’aquí el terme lluna fosca.
A la cultura babilònica, grega i índia, la lluna fosca es produeix dins dels 12° de distància angular entre la Lluna i el Sol abans de la conjunció (un tipus de sizigia). La lluna nova es produeix dins dels 12 ° posteriors a la sizigia. Aquest arc de 12 ° és anomenat uma pels babilonis i tithi pels indis.
La Lluna triga 23 hores i 37 minuts a cobrir aquesta durada, però aquest període pot variar de 21 a 26 hores a causa de l’ anomalia orbital de la Lluna. Això significa que la "lluna fosca" realment dura aproximadament 23 hores i 37 minuts i inclou qualsevol hora assenyalada com a "lluna nova" en un calendari lunar, i no d'1,5 a 3,5 dies, com s'ha dit anteriorment.